# Brandon Sartiaguín
Brandon Guadalupe Sartiaguín Godoy (San Blas, 21 de febrero de 2000) es un futbolista mexicano. Juega de defensa central y su equipo actual es el Tepatitlán FC de la Liga de Expansión MX.

## Trayectoria

### Deportivo Toluca
Sartiaguín debutó profesionalmente con 20 años y 6 meses de edad en el Deportivo Toluca Fútbol Club el día 23 de agosto de 2020 en la victoria por 1-0 sobre el Club Deportivo Guadalajara, partido correspondiente a la jornada 6 del Guard1anes 2020. Entró al 17' para reemplazar a Gastón Sauro por lesión.